# 산점도

두변수 X,Y간의 산점도 예 (선형성과 이상점들)

산점도(散點圖,scatter plot, scatterplot, scatter graph, scatter chart, scattergram, scatter diagram)는 데카르트 좌표계(도표)를 이용해 좌표상의 점(點)들을 표시함으로써 두 개 변수 간의 관계를 나타내는 그래프 방법이다. 도표 위에 두 변수 엑스(X)와 와이(Y) 값이 만나는 지점(趾點)을 표시한 그림. 이 그림을 통해 두 변수 사이의 관계를 알 수 있다.

## 강도
상관관계에서 산점도는 두 개 변수 간의 관계를 통해  선형이나 비선형의 형태와 같은 수학적 모델을 확인해봄으로써  그 방향성과 강도를 조사할 수 있다.

## 이상점
이상점(異常點)은 실험 또는 관찰을 통하여 데이터를 수집하였을 때, 데이터의 전반적인 흐름에서 벗어나는 관측점이다.

## 같이 보기
- 피어슨 상관계수
- 중심경향치

## 참고
- (우리말샘) 이상점,산점도,상관계수 등